# Niulakita

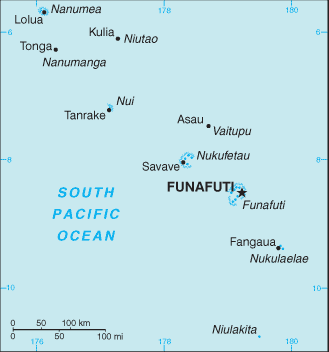
Lägeskarta, Niulakita längst ned

Niulakita (tuvaluanska Niulakita) är en ö i Tuvalu i sydvästra Stilla havet.

## Geografi
Niulakita ligger cirka 190 km söder om Funafuti. Ön är av vulkaniskt ursprung och har en areal om ca 0,42 km² med en längd på cirka 1 km och är ca 0,5 km bred. Ön omges av ett korallrev och är det sydligaste område i Tuvalu.
Den högsta höjden är på endast några m ö.h. På öns norra del finns några små saltvattensjöar.
Befolkningen uppgår till ca 35 invånare där alla bor i huvudorten Niulakita på öns sydvästra del. Förvaltningsmässigt utgör ön ett eget "Island council" (distrikt).
Ön kan endast nås med fartyg då den saknar flygplats.

## Historia
Tuvaluöarna beboddes av polynesier sedan 1000-talet f.Kr. medan Niulakita troligen alltid varit obebodd.
Den spanske upptäcktsresanden Álvaro de Mendaña de Neira blev den 29 augusti 1595 den förste europé att besöka Niulakita som han då namngav La Solitaria.
1821 återupptäckte amerikanske George Bennett ön och döpte den då till Independence.
Senare köptes ön av amerikanske Harry J. Moors (vars dotter gifte sig med svenskättade Olaf Frederick Nelson) som ville utvinna öns guanofyndigheter. År 1914 såldes ön till det samoanska bolaget "Samoa Shipping and Trading Company" för att 1916 säljas vidare till det australiensiska bolaget "Burns Philp and Co".
1944 köptes ön av förvaltaren för det Brittiska Västra Stillahavsterritoriet och 1949 bosatte sig emigranter från den överbefolkade Niutaoön på den då obebodda ön.
Den 7 februari 1979 slöts ett vänskapsfördrag med USA som då erkände Tuvalus anspråk på öarna Funafuti, Nukefetau, Nukulaelae och Nurakita (Niulakita) som del av Tuvalu.